# Stoermeriana eccrita
Stoermeriana eccrita is een vlinder uit de familie spinners (Lasiocampidae). De wetenschappelijke naam van deze soort is voor het eerst geldig gepubliceerd in 1968 door Fletcher D. S..
De soort komt voor in tropisch Afrika.